# سم براونبک
سموئل دیل "سم" براونبک (به انگلیسی: Samuel Dale "Sam" Brownback) سیاستمدار آمریکایی و فرماندار ایالت کانزاس بود. او پیشترسناتور سابق عضو حزب جمهوری‌خواه ایالات متحده آمریکا بود. وی در سال ۱۹۹۶ تا ۲۰۱۱ میلادی سناتور ایالت کانزاس در سنای ایالات متحده آمریکا بود.
دورهٔ فرمانداری براونبک همراه با کاهش وسیع مالیات‌ها همراه بوده‌است. او در ۲۰۱۲، یکی از بزرگترین قوانین کاهنده از مالیات بر درآمد را امضا کرد.